# جوين أشتون
جوين أشتون (بالإنجليزية: Gwyn Ashton)‏ هو موسيقي أسترالي وبريطاني، ولد في 1961 في ويلز في المملكة المتحدة.

## وصلات خارجية
- جوين أشتون على موقع ميوزك برينز (الإنجليزية)
- جوين أشتون على موقع أول ميوزيك (الإنجليزية)
- جوين أشتون على موقع ديسكوغز (الإنجليزية)